# Ben Smith
Benjamin Alexander "Ben" Smith, född 11 juli 1988, är en amerikansk professionell ishockeyspelare som är kontrakterad för NHL-organisationen Toronto Maple Leafs och spelar för deras primära samarbetspartner Toronto Marlies i American Hockey League (AHL). Han har tidigare spelat på NHL-nivå för Chicago Blackhawks och San Jose Sharks och på lägre nivåer för Rockford IceHogs och San Jose Barracuda i AHL och Boston College Eagles (Boston College) i National Collegiate Athletic Association (NCAA).
Smith draftades i andra rundan i 2008 års draft av Chicago Blackhawks som 169:e spelare totalt, som han vann Stanley Cup med 2013.

## Statistik
| 2004–2005   | Boston Jr. Bruins     | EJHL        | 32  | 10 | 18 | 28  | 0  | —  | — | — | — | — |
| 2005–2006   | Boston Little Bruins  |             | 26  | 14 | 24 | 38  | 6  | —  | — | — | — | — |
| 2006–2007   | Boston College Eagles | NCAA        | 42  | 10 | 8  | 18  | 10 | —  | — | — | — | — |
| 2007–2008   | Boston College Eagles | NCAA        | 44  | 25 | 25 | 50  | 12 | —  | — | — | — | — |
| 2008–2009   | Boston College Eagles | NCAA        | 37  | 6  | 11 | 17  | 6  | —  | — | — | — | — |
| 2009–2010   | Boston College Eagles | NCAA        | 42  | 16 | 21 | 37  | 8  | —  | — | — | — | — |
|             | Rockford IceHogs      | AHL         | —   | —  | —  | —   | —  | 3  | 1 | 0 | 1 | 0 |
| 2010–2011   | Chicago Blackhawks    | NHL         | 6   | 1  | 0  | 1   | 0  | 7  | 3 | 0 | 3 | 0 |
|             | Rockford IceHogs      | AHL         | 63  | 19 | 12 | 31  | 16 | —  | — | — | — | — |
| 2011–2012   | Chicago Blackhawks    | NHL         | 13  | 2  | 0  | 2   | 0  | —  | — | — | — | — |
|             | Rockford IceHogs      | AHL         | 38  | 15 | 16 | 31  | 10 | —  | — | — | — | — |
| 2012–2013   | Chicago Blackhawks    | NHL         | 1   | 1  | 0  | 1   | 2  | 1  | 0 | 0 | 0 | 0 |
|             | Rockford IceHogs      | AHL         | 54  | 27 | 20 | 47  | 13 | —  | — | — | — | — |
| 2013–2014   | Chicago Blackhawks    | NHL         | 75  | 14 | 12 | 26  | 2  | 19 | 4 | 2 | 6 | 2 |
| 2014–2015   | Chicago Blackhawks    | NHL         | 61  | 5  | 4  | 9   | 2  | —  | — | — | — | — |
|             | San Jose Sharks       | NHL         | 19  | 2  | 3  | 5   | 0  | —  | — | — | — | — |
| 2015–2016   | San Jose Sharks       | NHL         | 6   | 0  | 0  | 0   | 0  | —  | — | — | — | — |
|             | San Jose Barracuda    | AHL         | 14  | 8  | 2  | 10  | 4  | —  | — | — | — | — |
| NHL totalt  | NHL totalt            | NHL totalt  | 181 | 25 | 19 | 44  | 4  | 27 | 7 | 2 | 9 | 2 |
| AHL totalt  | AHL totalt            | AHL totalt  | 169 | 69 | 50 | 119 | 43 | 3  | 1 | 0 | 1 | 0 |
| NCAA totalt | NCAA totalt           | NCAA totalt | 165 | 57 | 65 | 122 | 36 | —  | — | — | — | — |